# Imigração italiana em Belo Horizonte
A cidade de Belo Horizonte, capital de Minas Gerais, conta com uma numerosa colônia italiana. A presença de italianos em Belo Horizonte remonta ao início da construção da capital. O engenheiro chefe da Comissão Construtora da Nova Capital, Francisco Bicalho, juntamente com o governo do estado, impulsionou a vinda de imigrantes para Belo Horizonte a partir de 1895. A construção da cidade demandou um exército de operários para a edificação da infraestrutura e dos edifícios públicos e a imigração foi o recurso utilizado por Bicalho para sanar o problema da mão de obra. Uma hospedaria de imigrantes foi erguida às margens do Ribeirão Arrudas para receber os trabalhadores. Entre janeiro de 1896 e maio de 1897, passaram pela hospedaria 1.543 indivíduos. Os imigrantes vinham diretamente da Itália ou eram aliciados na Hospedaria Horta Barbosa, de Juiz de Fora.

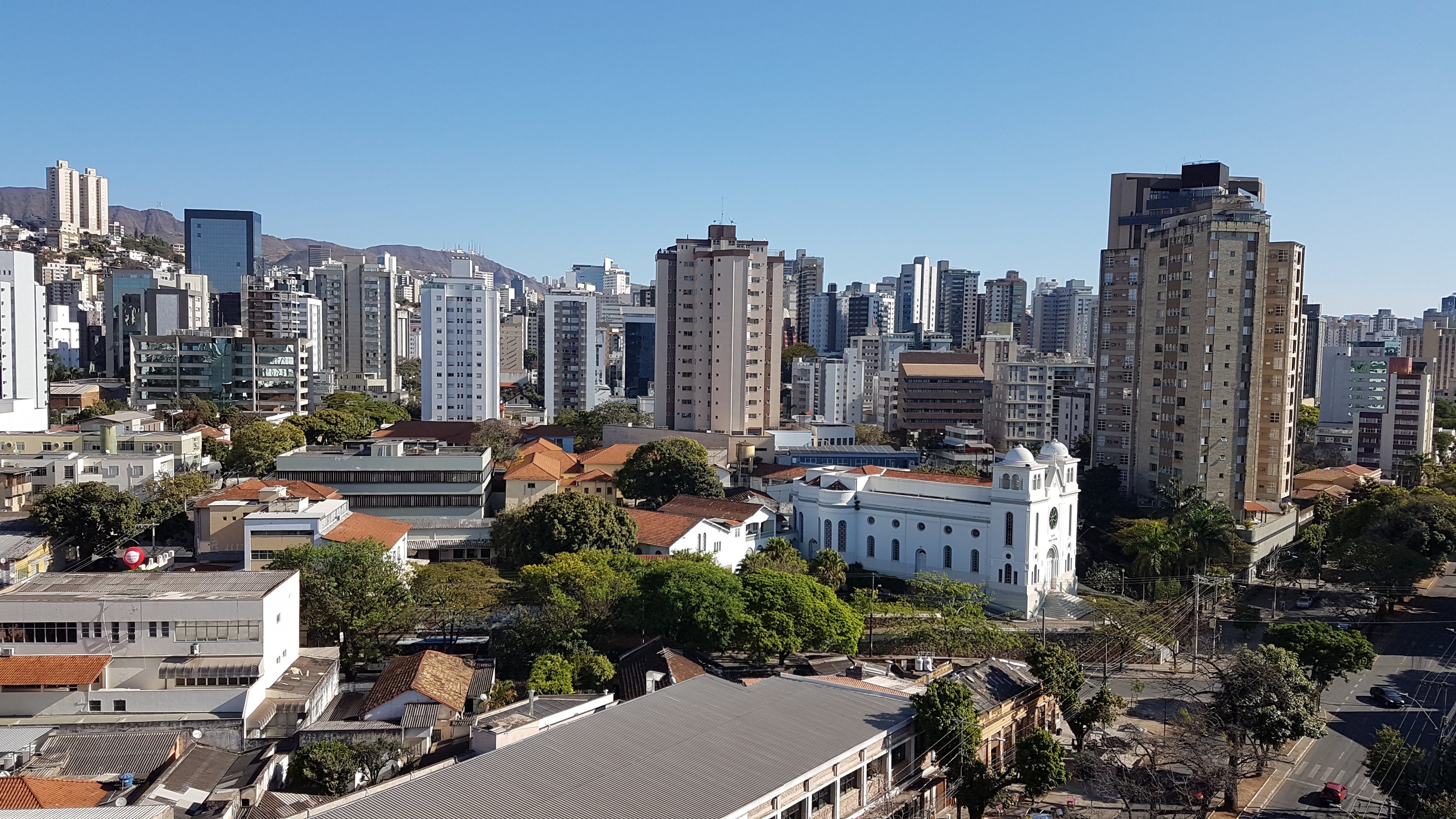
Em Belo Horizonte, as antigas colônias agrícolas italianas foram incorporadas à cidade como bairros. Hoje, resta pouco ou nada do passado italiano. Na foto, o bairro de Santa Efigênia atualmente.

A imigração italiana para a capital inicia-se com a atração de operários italianos para a sua construção e, depois continua com a formação da zona colonial composta por cinco colônias ao redor da cidade. Essas colônias formavam o "cinturão verde" para o abastecimento do município, como previsto na Comissão Construtora da Nova Capital. As colônias serviam como forma de povoamento do entorno da capital, como solução para o seu abastecimento e como forma de diversificação da economia. A primeira colônia, Barreiro, foi criada em 1895, mas não vingou e foi abolida em 1899. Outras duas colônias foram criadas em 1896 e implantadas em 1898, sendo Carlos Prates e Córrego da Mata (depois denominada Américo Werneck). As outras três foram criadas em 1899, sendo Afonso Pena, Bias Fortes e Adalberto Ferraz.
A população da zona colonial, que em 1900 contava com 1.137 pessoas, entre brasileiros e imigrantes (sobretudo italianos), se reduziu pela metade em 1904 (625 pessoas), voltando a crescer e atingindo a população de 1.162 indivíduos em 1910. Formavam uma parte significativa da população de Belo Horizonte, haja vista que em 1900 viviam na capital 13 mil pessoas, 17 mil em 1905 e 40 mil em 1912. Assim, a porcentagem da população da zona colonial na capital variou de 8% de todos os habitantes da cidade, em 1900, a 4%, em 1905. Os italianos sempre estiveram como o grupo imigrante mais numeroso em Belo Horizonte. Em 1905, 75% dos estrangeiros na cidade eram dessa nacionalidade e, em 1920, 61%, portugueses e espanhóis vinham a seguir. É relevante destacar que a nacionalidade mais presente nas colônias foi a brasileira: em 1903, os nacionais compunham 47,5% dos habitantes da zona colonial e, em 1910, 45%. A seguir, vinham os italianos: 37,2% em 1903 e 39,4% em 1910.
Em 1905, 13,8% da população de Belo Horizonte era composta por estrangeiros, sendo que 4% da população total do município se encontrava na zona colonial. Isso mostra que grande parte da população imigrante da capital vivia fora das colônias. A partir dessa data, a população imigrante passou a declinar, pois o fluxo de estrangeiros em Minas foi curto e menos significativo que em outros estados brasileiros. Assim, em 1920, os imigrantes já haviam se reduzido para 8,1% dos habitantes da capital, num total de 4,5 mil indivíduos.